# Barco de Oseberga

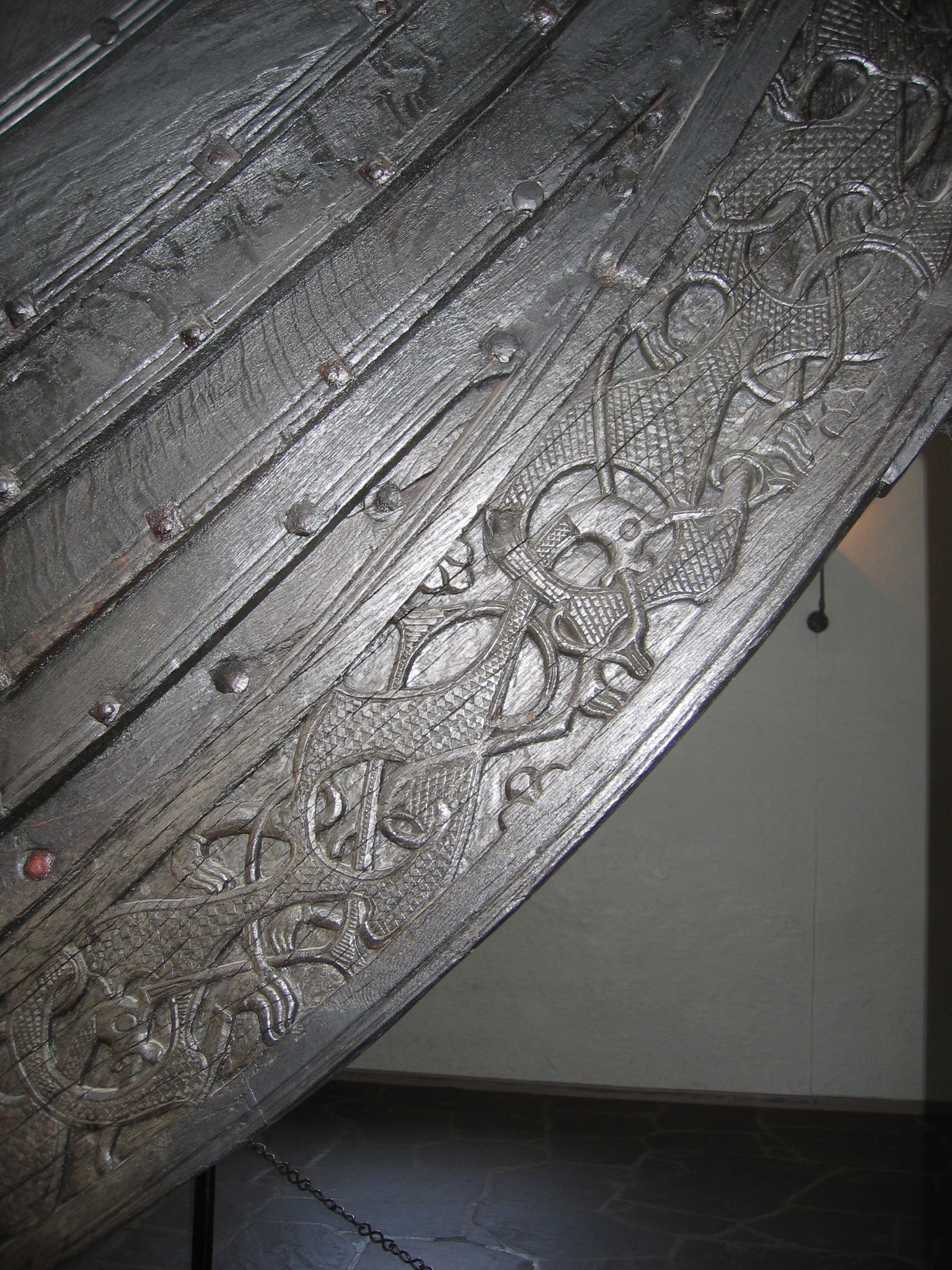
Detalhe do barco de Oseberg

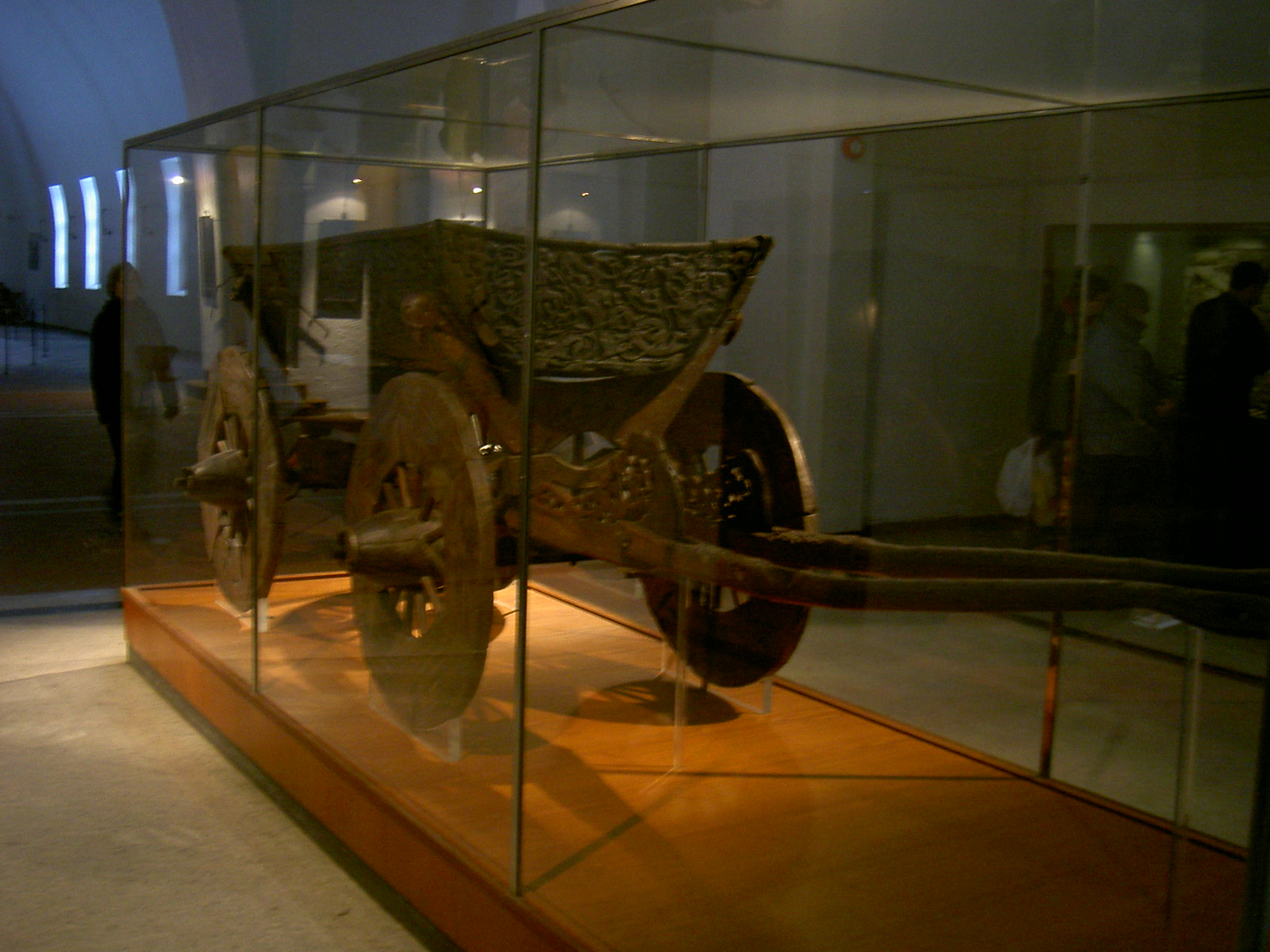
A carroça encontrada com o barco de Oseberg

O barco de Oseberg (em norueguês:  Osebergskipet) é um barco víquingue encontrado numa grande mamoa, uma sepultura situada na quinta de Oseberg, na proximidade do Fiorde de Oslo, mais exatamente, perto de Tønsberg, na comuna de Vestfold, na Noruega. A escavação foi levada a cabo pelo arqueólogo sueco Gabriel Gustafson e pelo arqueólogo norueguês Haakon Shetelig em 1904-1905.
O barco e o seu conteúdo encontram-se em exposição no Museu dos barcos viquingues de Oslo, na ilha de Bygdøy.

## O barco
O barco foi construído quase completamente com madeira de carvalho e enquadra-se no tipo karv. Possui cerca de 22 metros de comprimento e 5 metros de largura, com um mastro de aproximadamente 10 metros de altura. Com uma vela de cerca de 90 m², o barco podia atingir uma velocidade de 10 nós. Possui 15 pares de buracos para os remos, o que significa que poderiam remar 30 pessoas em simultâneo. O restante equipamento inclui uma âncora de ferro e um leme largo. A proa e a popa do barco encontram-se decoradas de forma elaborada, com baixos relevos complexos em madeira, num estilo denominado Oseberg.
O barco foi construído em 820 e foi usado para navegar durante vários anos, antes de ser usado na sepultura. Apesar de ser próprio para viagens marítimas, é relativamente frágil, pensando-se que tenha apenas sido usado para viagens costeiras.

## Os esqueletos
Foram encontrados dois esqueletos de duas mulheres na sepultura. Uma delas, tendo entre 60 e 70 anos de idade, sofria de artrite avançada. A segunda tinha entre 25 a 30 anos de idade. Não é claro qual dela seria mais importante em vida (apesar de uma se encontrar vestida com camadas de seda azul, um símbolo de grande riqueza, dada a raridade da seda azul), ou se alguma teria sido sacrificada para acompanhar a outra na morte. O opulência do rito do enterro e dos bens encontrados na sepultura sugere que se tratou de um funeral de alguém de muito elevado estatuto.
A análise dendrocronológica das madeiras da sepultura indicam que o enterro teve lugar no Outono de 834. Apesar da identidade da mulher mais importante não ser conhecida, foi sugerido que possa ter sido o enterro da rainha Asa de Agder, da Casa dos Inglingos, mãe de Haldano, o Negro e avó de Haroldo I da Noruega. Mas esta teoria é hoje geralmente rejeitada, pensando-se que ela possa ter sido uma sacerdotisa.

## Os artefactos
A sepultura foi violada na antiguidade, tendo sido os metais preciosos levados. Apesar disso, foram encontrados diversos artefactos da vida diária, durante as escavações de 1904-1905. Este incluíam quatro trenós com uma decoração elaborada, uma carroça de madeira de quatro rodas ricamente esculpida e baús de madeira. Incluíam ainda outras peças mais mundanas, como ferramentas agrícolas e para a casa, uma série de peças têxteis, tais como roupas de lã, sedas importadas e tapeçarias finas.
A sepultura de Oseberg é uma das poucas fontes de têxteis da Era Viquingue e a carroça é a única da altura encontrada até hoje. Foi também encontrado um pavão, o que é bastante surpreendente, dado que estas aves são nativas de climas quentes e a Noruega não possuía certamente um tal clima.